# Bastille
Bastille (стилізовано як BΔSTILLE) — британський музичний гурт альтернативного року, утворений у 2010 році в Лондоні, складається з чотирьох осіб: Ден Сміт, Кріс Вуд, Кайл Сіммонс і Вілл Фаркварсон.
Гурт народився як сольний проєкт Дена Сміта, який пізніше вирішив його сформувати. Назва походить від дня взяття Бастилії, національне свято Франції, яке відзначається 14 липня, у день, коли народився Сміт.

## Історія гурту

### Перші роки (2011—2012)
Після того, як гурт підписав контракт із Young and Lost Club, Bastille випустив свій дебютний сингл у 2011 році, Flaws. У 2012 році Bastille опублікували для безкоштовного скачування два мікстейпи під назвою Other People's Heartache, і Other People's Heartache, Pt. 2, які вийшли відповідно 17 лютого та 6 грудня. Обидва мікстейпи містять реінтерпретації з боку гурту пісень, такі як Titanium ді-джея Давід Гета, No Scrubs (No Angels) гурту TLC і Dreams гурту Fleetwood Mac.

### Bad Blood(2012—2013)
У 2012 році гурт підписав контракт із Virgin Records, з якою вони випустили три сингли: Overjoyed, Bad Blood і перевидання Flaws.
Гурт досягає міжнародної популярності в січні 2013 року завдяки публікації синглу Pompeii, який стає міжнародним хітом і випереджає дебютний альбом гурту, Bad Blood, що вийшов у лютому та досяг вершини рейтингу Великої Британії.
Після Pompeii, виходить сингл Laura Palmer, у квітні 2013 року. 26 серпня того ж року гурт випустив відео на шостий сингл Things We Lost in the Fire, знятий у Литві.
11 жовтня 2013 Bastile опублікували для скачування цифровий сингл Of the Night, кий випередив публікацію синглу All of This Bad Blood, перевидання Bad Blood яке складається з останнього і з Компакт-диска що містить невидані пісні та кавер-версії. Перевидання було опубліковано 25 листопада 2013.

### VS. - Other People's Heartache, Pt. IIIіWild World(2013—теперішній час)

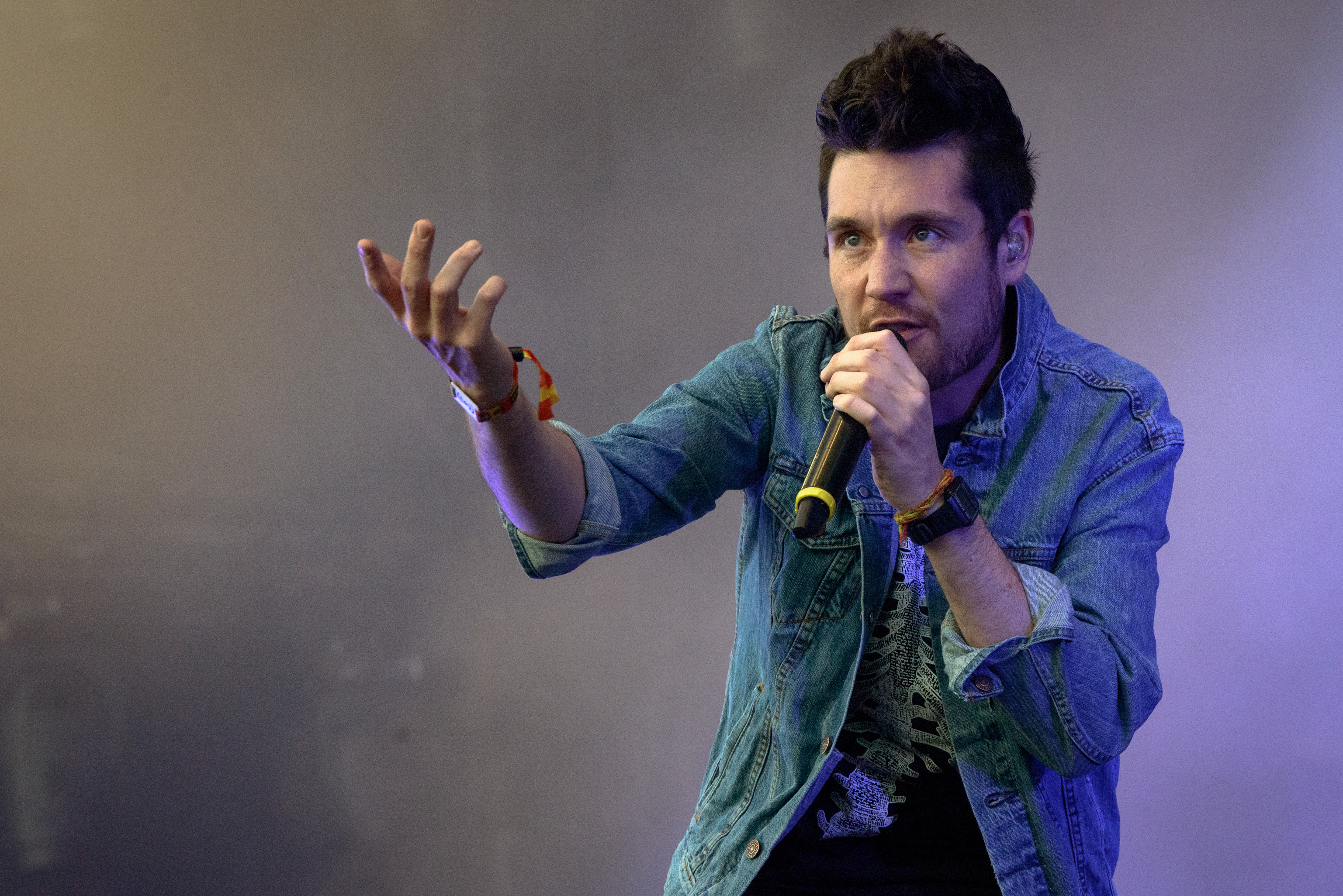
Ден Сміт на концерті в 2015 році

До кінця 2013 Bastille почали виконувати нові треки під назвою Blame, Кампус і Weapon, останній трек за  участі реперки Енджел Гейз. 
5 червня 2014 року були гостями на "Bash", традиційний концерт, організований Apple на Worldwide Developers Conference у Yerba Buena Gardens у Сан-Франциско.
21 жовтня 2014 Bastille оголосили третій мікстейп VS.- Other People's Heartache, Pt. III, що вийшов 8 грудня того ж року, і його початковий сингл, під назвою Torn Apart, створений за участі Grades і який вийшов 1 грудня; тиждень по тому гурт зробив доступним прослуховування пісні The Driver, створений на рімейк саундтрека фільму Drive, який також входить у мікстейп. На відміну від попередніх мікстейпів, які включали також деякі кавер-версії, VS. - Other People's Heartache, Pt. III, повністю складається з оригінального матеріалу в якому взяли участь різні артисти, такі як Haim, MNEK, Skunk Anansie і Енджел Гейз.
2 липня 2016 року гурт випустив сингл Good Grief, а за ним, 27 числа того ж місяця, пісню Fake It, яку транслював як світову прем'єру Zane Lowe у програмі Beats 1 від Apple Music. Обидві пісні виперидели вихід другого студійного альбому гурту, під назвою Wild World і який був опублікований 9 вересня того ж року.

## Склад
- Ден Сміт — голос, ударні музичні інструменти, клавіатура (2010-теперішній час)
- Вілл Фаркварсон — гітара, бас (2010-теперішній час)
- Кайл Сіммонс — клавіатура (2010-теперішній час)
- Кріс «Вуді» Вуд — ударна установка (2010-теперішній час)

## Дискографія
| - 2013 — Bad Blood - 2016 — Wild World - 2019 — Doom Days - 2022 - Give Me The Future - 2013 — Remixed - 2012 — iTunes Festival: London 2012 - 2013 — Live at KOKO - 2013 — Haunt - 2013 — iTunes Festival: London 2013 - 2012 — Other People's Heartache - 2012 — Other People's Heartache, Pt. 2 - 2014 — VS. - Other People's Heartache Pt. III | - 2011 — Flaws - 2012 — Overjoyed - 2012 — Bad Blood - 2013 — Pompeii - 2013 — Laura Palmer - 2013 — Things We Lost in the Fire - 2013 — Of the Night - 2014 — Oblivion - 2014 — Torn Apart - 2016 — Hangin' - 2016 — Good Grief |

## Відеографія

### Музичні відео
- 2012 — Overjoyed
- 2012 — Bad Blood
- 2012 — Flaws
- 2013 — Pompeii
- 2013 — Laura Palmer
- 2013 — Things We Lost in the Fire
- 2013 — Of the Night
- 2014 — Oblivion
- 2014 — bad_news
- 2014 — Torn Apart
- 2016 — Good Grief
- 2016 — Fake It
- 2016 - Send Them Off!
- 2016 - Blame
- 2017 - Glory
- 2018 - Quarter Past Midnight
- 2019 - Joy
- 2019 - Those Nights
- 2019 - Bad Decisions
- 2019 - Another Place
- 2020 - survivin’
- 2021 - Distorted Light Beam
- 2021 - Thelma + Louise
- 2021 - No Bad Days
- 2022 - Shut Off The Lights
- 2022 - Remind Me
- 2022 - Revolution